# Lover's Luck
Lover's Luck er en amerikansk stumfilm fra 1914 af Fatty Arbuckle.

## Medvirkende
- Roscoe 'Fatty' Arbuckle som Fatty
- Minta Durfee
- Al St. John
- Josef Swickard
- Phyllis Allen